# Hélio Nogueira Lopes
Hélio Nogueira Lopes (Penedo, 10 de novembro de 1922 — Maceió, 17 de maio de 2020) foi um médico e político brasileiro. Foi prefeito de Penedo. 

## Morte
Morreu em Maceió, no dia 17 de maio de 2020, aos 97 anos. O médico, pai do vice-prefeito Ronaldo Lopes, estava internado no Hospital Artur Ramos, na capital alagoana, há dias, local onde entrou em óbito.

## Ligações Externas
- «Site da Penedo FM - Mural de Governantes»